# Van Ooy
Van Ooy, ook von Ooy, d’Ooy, de Oye of van Ooij, is een oud Nederlands, Duits en Belgisch adellijk geslacht, afkomstig uit het Rijk van Nijmegen. Zij voerden de titels heer, baron, burggraaf en graaf van verschillende heerlijkheden.
Deze familie met als stamvader Stephanus I de Oye (XIe eeuw) verdeelt zich in vier takken:
- Oudste tak: Vrijheer van Ooy en burggraaf van Nijmegen (uitgestorven in mannelijke lijn in 1633).
- Tweede tak: Heer van Balgoy en Keent (uitgestorven in mannelijke lijn in 1537). In Duitsland en Oostenrijk zijn er echter nog nazaten in leven van een jongere tak van deze tweede tak, met als titel Freiherr (baron) von Oyen.
- Derde tak: Graaf van Ubbergen (uitgestorven in mannelijke lijn in 1498)
- Vierde tak: Vrijheer van Spraelant-Oostrum. De stamvader van het adellijk geslacht van Sprolant is Gerard van Ooy, broer van Bertold, Heer van Ooy (1249). Deze Gerard noemde zich van toen af aan nobilis dominus Gerardus de Spralant. Zijn nazaten vestigden zich in het graafschap Loon (België) op het einde van XIIIe eeuw, waar zij o.a. de titels burggraaf van Loon en Heer van Sassenbroek voerden. Telgen van dit geslacht wonen nog steeds in België.

De traditie voert de oorsprong van dit geslacht echter terug tot graaf Megingoz (920-1001) uit het eerste grafelijke Huis Gelre en Gerberga, dochter van Godfried, paltsgraaf van Lotharingen en prinses Ermentrudis van Frankrijk, de oudste dochter van koning Karel de Eenvoudige. Ook de Belgische adellijke familie Snoy zou uit dit huis voortgekomen zijn.
Wetenschappelijk onderzoek heeft echter aangetoond dat het adellijk geslacht van Ooy haar oorsprong vindt bij de burggraven van Keulen uit het prinselijk Huis Arenberg (Archiv für Deutsche Adels-Geschichte, p. 248).
Wapenschild van het Huis van Ooy: d’argent à trois quintefeuilles de gueules (Bron: Armorial Gelre)